# Fracció impròpia
Una fracció impròpia és un tipus de fracció matemàtica que representa un valor més gran que una unitat i que per tant s'expressar de manera única com la suma d'un nombre enter i d'una fracció pròpia amb el mateix denominador que la fracció donada. Una fracció amb denominador positiu, doncs, és impròpia quan el seu numerador és negatiu o bé és més gran o igual que el denominador.
En aquells casos en què el numerador és múltiple del denominador, llavors aquesta fracció s'anomena fracció aparent i és equivalent a un nombre natural.